# Орлов (Алексеевский район)
Орлов — хутор в Алексеевском районе (с 2018 года городском округе) Белгородской области, входил в состав Кущинского сельского поселения.

## Описание
Расположен в восточной части области, в 10 км к югу от районного центра, города Алексеевки. Сохранилось около десятка частных домов на Дачной улице и кладбище, значительная часть территории заросла деревьями и кустарником.

## История
Хутор основан предположительно в XVIII веке выходцами с Украины, назван, по преданию, от орлов, гнездившихся в ближайшей роще. Упоминается в документах V ревизии 1795 года как один из хуторов Алексеевской вотчины графа Н. П. Шереметева с 59 душами мужского пола.
По состоянию на 1859 год на владельческом хуторе Орлов 1 стана Бирюченского уезда Воронежской губернии при вершине Харченковой балки в 41 дворе проживало 332 человека (165 мужчин и 167 женщин).
Упоминается в Памятной книжке Воронежской губернии за 1887 год как хутор Щербаковской волости Бирюченского уезда. Число жителей обоего пола — 384, число дворов — 51.
По подворной переписи 1890 года на хуторе Орлов проживало 472 крестьянина-собственника (248 мужчин, 224 женщины) в 59 хозяйствах. Всего было 20 грамотных и учащихся. Имелось 65 жилых домов, а также 11 кустарных промышленных заведений, приносивших доход 310 рублей в год. Из скота было 78 лошадей, 48 волов, 36 коров, 20 голов гулевого скота и 28 телят, 189 овец и 60 свиней, также 5 хозяйств держали 42 улья пчёл. Количество удобной надельной земли составляло 329 десятин, из них пашни — 201,6 десятины; также 54 хозяйства арендовали 167,3 десятины пашни. Из сельскохозяйственного инвентаря имелось 17 плугов, 60 сох, 1 молотилка либо другое орудие, 79 телег; 6 хозяйств не имели инвентаря. Надельная пашня обрабатывалась в основном своим скотом. Всего расходов у хозяйств в течение года было на 6590 рублей, доходов от продажи — 4354 рубля (в основном хлеба и скота), от промыслов (которыми занимались 73 мужчины и 13 женщин в 48 хозяйствах, в основном сельскохозяйственных) — 1947 рублей, всего — на 6795 рублей.
По данным 1900 года на основе переписи 1897 года на хуторе Орлов Орловского сельского общества Щербаковской волости жило 435 человек (225 мужчин, 210 женщин, малороссы) в 58 дворах, владевшие 390,6 десятинами надельной земли. Имелось одно общественное здание.
С апреля 1918 года хутор находился в составе Щербаковской волости Алексеевского уезда, с января 1923 года — в составе Меняйловского сельсовета Алексеевской волости Острогожского уезда. В 1920 году в хуторской школе 1-й ступени обучалось 34 ученика, занятия вели два учителя.
По переписи 1926 года на хуторе того же сельсовета проживал 421 человек в 63 хозяйствах.
С 1 июля 1928 года — в составе Щербаковского сельсовета Алексеевского района ЦЧО. На 1 января 1933 года на хуторе насчитывалось 79 дворов и 459 жителей, из них 252 человека были заняты в колхозе «13-й Октябрь». Этот колхоз в 1950 году в ходе укрупнения вошёл в состав колхоза им. Свердлова, который позже назывался «Родина». С 1965 года это хозяйство стало свиноводческим. Тогда же завершилась электрификация хутора.
На 1 января 1971 года насчитывалось 198 жителей в 48 дворах. В 1976 году закрылась начальная школа.
С 1993 года хутор находится в границах Щербаковского сельского округа, с 2004 года — Кущинского сельского поселения. С 2005 года прилегающие земли обрабатывает ООО "Агротех-Гарант «Щербаковское».

## Население
| 1859 | 2002 | 2010 |
| ---- | ---- | ---- |
| 332  | ↘25  | ↘7   |

По переписи 1989 года — 13 человек, на 1 января 1994 года — 17 человек в 11 хозяйствах, в 1997 году — 18 жителей в 11 дворах.
По переписи 2002 года — 28 человек (русские — 86 %), по переписи 2010 года — 7 жителей (3 мужчины, 4 женщины).
На 1 января 2014 года — 7 жителей в 5 дворах, в 2022 году — также 7 человек.